# フロム・イーブル
『フロム・イーブル 〜バチカンを震撼させた悪魔の神父〜』（Deliver Us from Evil）は、1970-90年代北カリフォルニアにおける聖職者の児童性的虐待、及びカトリック教会と児童性的虐待の歴史・文化を扱う、エイミー・バーグによって作成された、2006年のドキュメンタリー映画。

## 評価
- 2006年ロサンゼルス映画祭（Los Angeles Film Festival）、最優秀ドキュメンタリー受賞
- 第79回アカデミー賞長編ドキュメンタリー映画賞候補（同年の受賞作品は『不都合な真実』）[2]

## 扱われる議論
- カトリック教会は、西暦4世紀から児童への性的虐待を文化として持つ。
- 教会は、男子児童への性的虐待は問題にするが、女子児童への性的虐待を免責対象とはせず、聖職者としての地位を継続させ年金を支給する。
- 教会は聖職者の児童性的虐待があった場合、隠蔽する体質を持つ。
- この作品で扱われる元神父オリバー・オグレディ（Oliver O'Grady）は、青少年期に兄妹との性関係、及び聖職者からの性的虐待を受けた経験を持つ。自身が聖職者になってからは児童、及び教区の女性と性的関係を持つ。
- アメリカ合衆国における聖職者の児童性的虐待は10万件を超える。
- カリフォルニア州セント・ジョン神学校（St. John's Seminary）卒業生の10%は自身を小児性愛と認める。
- ベネディクト16世の性的虐待隠蔽。

## 参照
1. ↑  http://www.snapnetwork.org/priest_stories/glimpse_mind_pedophile.htm A Glimpse at the Mind of a Pedophile, Guccione, Jean, 2005-05-11, ロサンゼルズ・タイムズ
2. ↑  “NY Times: Deliver Us from Evil”. NY Times. 2008年11月23日閲覧。